# Alfioúsa
Alfioúsa är en ort i Grekland.   Den ligger i prefekturen Nomós Ileías och regionen Västra Grekland, i den södra delen av landet, 200 km väster om huvudstaden Aten. Alfioúsa ligger 7 meter över havet och antalet invånare är 1 067.
Terrängen runt Alfioúsa är platt åt sydväst, men åt nordost är den kuperad. Runt Alfioúsa är det ganska tätbefolkat, med 54 invånare per kvadratkilometer. Närmaste större samhälle är Pýrgos, 8,6 km väster om Alfioúsa. Trakten runt Alfioúsa består till största delen av jordbruksmark.